# Doctor Who (especiais de 2023)
Os especiais de 2023 de Doctor Who, uma série de ficção científica britânica, constituem de três episódios especiais exibidos para comemorar o aniversário de 60 anos do programa. Foram escritos por Russell T Davies e transmitidos pela BBC One entre 25 novembro e 9 de dezembro de 2023 no Reino Unido e Irlanda e no Disney+ internacionalmente. Os especiais marcam o início de sua segunda gestão como showrunner, tendo atuado no papel desde o início do renascimento de Doctor Who em 2005 até sua saída em 2010.
David Tennant e Catherine Tate retornam à série, com Tennant aparecendo como o Décimo quarto Doutor pela primeira vez, tendo interpretado anteriormente o Décimo Doutor, enquanto Tate reprisa seu papel como sua acompanhante, Donna Noble. O elenco convidado ainda é composto por Neil Patrick Harris como o Artesão Celestial, Jacqueline King, Karl Collins, Bernard Cribbins, Jemma Redgrave e Yasmin Finney.
Os especiais foram liderados por Davies como escritor principal e produtor executivo em seus primeiros episódios desde seu retorno ao programa. Eles precedem a 14.ª temporada, ambos anunciados com o retorno de Davies ao programa para seu 60º aniversário e "além". Os três especiais foram dirigidos por Rachel Talalay, Tom Kingsley e Chanya Button, respectivamente. As filmagens ocorreram entre maio e julho de 2022, com a produção passando do Roath Lock Studios para o Wolf Studios assim que a Bad Wolf se tornou coprodutora da série. Uma série de novas mídias e relançamentos de Doctor Who acompanharam os especiais por ocasião do aniversário.

## Episódios
| História | Episódio | Título original (Título no Brasil) (Título em Portugal)        | Dirigido por   | Escrito por      | Exibição original      | Audiência no Reino Unido (milhões) | AI |
| --- | -------- | -------------------------------------------------------------- | -------------- | ---------------- | ---------------------- | ---------------------------------- | -- |
| 301 | 1        | "The Star Beast" "A Fera Estelar" (BR) "A Fera Celestial" (PT) | Rachel Talalay | Russell T Davies | 25 de novembro de 2023 | 7,61                               | 84 |
| O recém-regenerado Décimo quarto Doutor é atraído de volta à vida de Donna Noble quando sua filha adolescente, Rose, tenta proteger um alienígena cativante chamado o Meep. Este se revela como um megalomaníaco sanguinário cujo motor da espaçonave destruirá Londres. O Meep é capturado após Donna permitir que o Doutor reative o Doutor-Donna, aceitando sua morte para salvar Rose e a cidade com suas habilidades. Donna sobrevive devido a Rose ter herdado parcialmente a metacrise e as duas liberam o seu poder para acabar com o perigo. O Doutor e Donna planejam visitar o avô de Donna, Wilf, mas após ela derrubar café no console da TARDIS, a máquina parte para um destino desconhecido. |          |                                                                |                |                  |                        |                                    |    |
| 302 | 2        | "Wild Blue Yonder" "A Imensidão Azul" (BR/PT)                  | Tom Kingsley   | Russell T Davies | 2 de dezembro de 2023  | 7,14                               | 83 |
| A TARDIS faz um pouso forçado em uma nave espacial no limite do universo conhecido. Sentindo uma ação hostil, a TARDIS se desmaterializa, deixando o Doutor e Donna presos, que começam a explorar a nave, encontrando-a abandonada. Depois de localizar a ponte, eles são confrontados por duas entidades desconhecidas de fora do universo, que assumem a forma de cópias imperfeitas do Doutor e de Donna. Após uma série de interações, o Doutor descobre que as criaturas estão tentando usá-los como forma de alcançar o universo conhecido, e que aprendem forçando seus alvos a agirem de forma rápida e impulsiva. Eles descobrem que a capitã da nave iniciou uma sequência de autodestruição extremamente lenta antes de se matar para evitar que as entidades assumissem o controle da nave. O Doutor acelera a sequência e a TARDIS retorna, permitindo que ele e Donna escapem enquanto as entidades são destruídas. Voltando ao beco de onde partiram, os dois encontram Wilfred, que lhes avisa que o mundo está acabando e pede a ajuda do Doutor.                                 |          |                                                                |                |                  |                        |                                    |    |
| 303 | 3        | "The Giggle" "Risadinha" (BR) "O Riso" (PT)                    | Chanya Button  | Russell T Davies | 9 de dezembro de 2023  | 6,85                               | 85 |
| Na Soho de 1925, um assistente do inventor da televisão John Logie Baird compra um boneco em uma loja de brinquedos de propriedade do Toymaker. Atualmente, este causa estragos em todo o mundo e enfrenta o Doutor e Donna. Jogando uma segundo jogo contra ele, o Doutor perde, mas eles concordam com um desempate. O Doutor e Donna vão para a UNIT, se reunindo com Kate Lethbridge-Stewart e Mel Bush, e juntos descobrem que o Toymaker usa um som de risada escondido em todas as telas desde o advento da televisão. O Toymaker ataca a UNIT e fere mortalmente o Doutor com um raio galvânico, fazendo com que ele se "bi-genere", permitindo que o Décimo quarto e o Décimo quinto Doutor coexistam. Os dois Doutores derrotam o Toymaker em um jogo de pegar a bola e o banem da existência enquanto ele ameaça a chegada de suas legiões. Uma misteriosa mulher arranca seu dente de ouro que está aprisionando o Mestre. Antes de partir em sua TARDIS, o novo Doutor cria uma outra para seu antecessor, que decide se estabelecer temporariamente na Terra com Donna e sua família. |          |                                                                |                |                  |                        |                                    |    |

### Episódio suplementar
| Título | Dirigido por    | Escrito por      | Exibição original      | Audiência Reino Unido (milhões) | Duração |
| --- | --------------- | ---------------- | ---------------------- | ------------------------------- | ------- |
| "Destination: Skaro" | Jamie Donoughue | Russell T Davies | 17 de novembro de 2023 | 3,77                            | 4:54    |
| Em uma base militar no planeta Skaro, Davros se encontra com seu assistente, Sr. Castavillian, para apresentar sua nova criação, um protótipo de Dalek, embora ainda não tenham um nome. Quando Davros sai de cena, a TARDIS bate na base e quebra a garra do Dalek. O Décimo quarto Doutor, que ainda está intrigado com o retorno de seu antigo rosto, percebe o dano que causou e que a garra pertence ao Dalek. Então, ao chamar a máquina de "Dalek" e agradecer por ela não tê-lo "exterminado", o Doutor inadvertidamente dá a Castavillian ideias para um nome e um bordão. O Doutor logo percebe que na verdade está testemunhando a gênese dos Daleks. Ele rapidamente troca a garra quebrada por um desentupidor de pia que encontra na TARDIS e diz a Castavillain para fingir que nunca esteve lá, antes de partir. Ao retornar, Davros aprova o desentupidor. |                 |                  |                        |                                 |         |

## Elenco

### Personagens principais

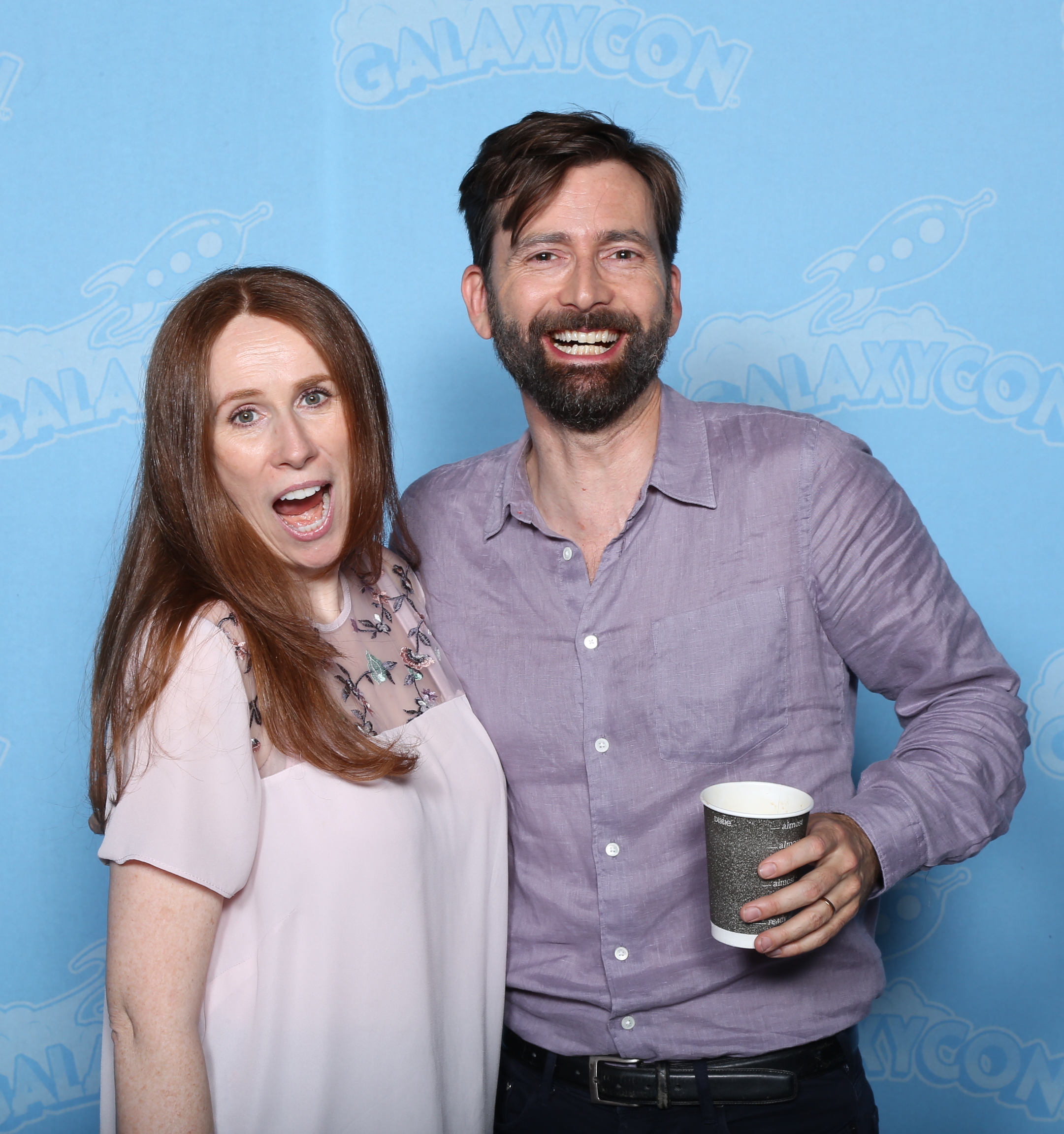
Tate e Tennant aparecerão como Donna Noble e o Décimo Quarto Doutor como parte do 60º aniversário da série

David Tennant e Catherine Tate retornam à série como parte das comemorações do 60º aniversário. Tennant aparece como o Décimo quarto Doutor pela primeira vez, enquanto Tate reprisa seu papel como Donna Noble. Ncuti Gatwa também faz sua estreia na série como o Décimo quinto Doutor.

### Convidados
Em 13 de junho de 2022, Russell T Davies anunciou que Neil Patrick Harris se juntaria ao elenco, desempenhando um papel não revelado, na qualidade de vilão. Em 25 de dezembro de 2022, foi anunciado que Jacqueline King e Karl Collins também retornariam como Sylvia Noble e Shaun Temple, respectivamente. Estes personagens apareceram pela última vez na história final de Tennant como o Décimo Doutor em "The End of Time". Além deles, foi confirmado que Ruth Madeley apareceria como Shirley Anne Binham. Yasmin Finney se juntou ao elenco para o aniversário, interpretando uma personagem chamada Rose. Bernard Cribbins está cotado para aparecer postumamente como Wilfred Mott.

## Produção

### Desenvolvimento
Em 29 de julho de 2021, a BBC anunciou que Chris Chibnall, que atuara como produtor executivo e showrunner da série desde 2018, deixaria a série após a série de especiais em 2022, junto da intérprete da Décima terceira Doutora, Jodie Whittaker. No comunicado de imprensa da BBC, Chibnall diz: “Desejo aos nossos sucessores — quem quer que a BBC e os estúdios da BBC escolham — tanta diversão quanto nós tivemos. Eles irão adorar!". Piers Wenger sugeriu, em 25 de agosto de 2021, que uma mudança futura para Doctor Who seria "radical".
Em 24 de setembro de 2021, a BBC anunciou que Russell T Davies retornaria a Doctor Who como showrunner, depois de ter atuado no cargo de 2005 a 2010 com o Nono e o Décimo Doutor, sucedendo Chibnall a partir do especial de 60 anos do programa em 2023 e nas temporadas posteriores. Davies foi acompanhado pela produtora Bad Wolf, fundada pela ex-produtora executiva de Doctor Who, Julie Gardner, e pela ex-chefe de drama da BBC, Jane Tranter. Em outubro de 2021, foi anunciado que a Sony adquiriria a maioria da Bad Wolf. A empresa também assumiu o controle criativo de Doctor Who a partir dos especiais, permitindo que a BBC se concentrasse em estabelecer Doctor Who como uma marca global.
Phil Collinson voltou ao programa como produtor executivo, após produzir anteriormente episódios de 2005–2008. Davies confirmou em março de 2022 que a produção havia começado no Bad Wolf Studios em Cardiff. William Oswald também serviu como editor para a nova temporada, tendo editado pela última vez para Doctor Who em "Twice Upon a Time" (2017). Tranter e Gardner também aturam como produtores executivos ao lado do recém-chegado Joel Collins.

### Roteiro
Em dezembro de 2021, Davies confirmou que já havia escrito alguns episódios para os especiais de aniversário e a 14.ª temporada da série. Scott Handcock serviu como editor de roteiro; ele já trabalhou anteriormente na série em Doctor Who Confidential, The Sarah Jane Adventures, e, mais notavelmente, escrito, produzido, dirigido e atuado em vários áudio-dramas de Doctor Who para a Big Finish Productions. Os episódios incluem os personagens Beep the Meep e os Wrarth Warriors.

### Filmagens
As filmagens do programa marcam uma mudança na locação, com o Wolf Studios substituindo o Roath Lock Studios, onde o programa era filmado desde 2012. Essa mudança ocorreu quando a produtora Bad Wolf foi definida para co-produzir a série em conjunto com a BBC. A Bad Wolf, em seguida, entrou com um pedido de uma nova empresa subsidiária, também administrada por Gardner e Tranter, chamada "Whoniverse1 LTD".
As filmagens dos especiais começaram em maio de 2022 no bairro londrino de Camden e terminaram em julho. Rachel Talalay voltou para dirigir o primeiro especial; enquanto Tom Kingsley dirigiu o segundo e Chanya Button o terceiro. Vicki Dellow e Chris May produziram os especiais com a co-produção de Ellen Marsh. Bernard Cribbins concluiu as filmagens pouco antes de sua morte em julho de 2022.
Os blocos de produção foram organizados da seguinte forma:
| Bloco | Episódio             | Diretor         | Escritor         | Produtor       |
| ----- | -------------------- | --------------- | ---------------- | -------------- |
| 1     | "The Star Beast"     | Rachel Talalay  | Russell T Davies | Vicki Delow    |
| 2     | "Wild Blue Yonder"   | Tom Kingsley    | Russell T Davies | TBA            |
| 3     | "The Giggle"         | Chanya Button   | Russell T Davies | TBA            |
| 4     | "Destination: Skaro" | Jamie Donoughue | Russell T Davies | Scott Handcock |

### Música
Em 20 de julho de 2022, Segun Akinola, que atuava como compositor desde 2018, confirmou que não voltaria para os especiais do 60º aniversário de Doctor Who. Em 24 de abril de 2023, a BBC anunciou que Murray Gold voltaria a atuar como compositor para os especiais de 2023, assim como na 14.ª temporada.

## Lançamento

### Promoção
Em 7 de março de 2023, foi anunciado que Tennant, o principal apresentador do Comic Relief 2023, apareceria durante uma esquete na maratona beneficente como o Décimo quarto Doutor para promover a série.

### Transmissão
Os três especiais foram exibidos entre 25 de novembro e 9 de dezembro de 2023, marcando o 60º aniversário de Doctor Who.  Os especiais também são os primeiros episódios da série a estrear internacionalmente no Disney+, enquanto continuam a ser exibidos na BBC One e BBC iPlayer no Reino Unido. A parceria de streaming entre a BBC e a Disney Branded Television foi anunciada em outubro de 2022, com Davies acrescentando que o objetivo é "lançar a TARDIS em todo o planeta, alcançando uma nova geração de fãs, mantendo a nossa casa tradicional na BBC no Reino Unido".

### 60º aniversário
Em novembro de 2022, a Big Finish Productions anunciou a produção de um áudio drama especial do 60º aniversário intitulado Once and Future, com as participações do Quarto ao Décimo Doutores, lançado mensalmente entre maio e outubro de 2023, com um episódio adicional em novembro de 2024. Em março de 2023, foi anunciada uma história multiplataforma intitulada Doom's Day, estrelada por Sooz Kempner, lançada no decorrer do ano por meio de produções a serem disponibilizadas: nos canais digitais de Doctor Who, Penguin Random House, Doctor Who Magazine, Titan Comics, Big Finish Productions, BBC Audio e East Side Games.

## Documentário dos bastidores
Em abril de 2023, Tennant confirmou que um sucessor de Doctor Who Confidential (2005–2011) estrearia junto com os especiais de aniversário.